# Sam Groom
Samuel „Sam“ J. Groom  (* 13. Juni 1938) ist ein US-amerikanischer Schauspieler.

## Leben
Groom begann seine Schauspielkarriere am Theater und hatte 1963 sein Spielfilmdebüt in dem Filmdrama Act One an der Seite von George Hamilton, Jason Robards und Jack Klugman. Es sollte einer seiner sehr wenigen Rollen in einem Hollywood-Film bleiben, stattdessen spielte er im weiteren Verlauf seiner Karriere hauptsächlich beim Fernsehen. Er hatte Rollen in mehreren Seifenopern, darunter 1965 in Our Private World, und hatte Gastrollen in Serien wie Preston & Preston und Time Tunnel. 
Seine größte Bekanntheit beim Fernsehpublikum auch in Deutschland erlangte er als Polizeiarzt Simon Lark. Die Serie, von der in Deutschland nur 25 Folgen zur Ausstrahlung kamen, wurde zwischen 1971 und 1974 in vier Staffeln mit 86 Episoden produziert. Nach dem Ende der Serie trat er in zahlreichen Fernsehfilmen und Serien auf, insgesamt umfasst sein filmisches Schaffen zwischen 1965 und 2005 mehr als 50 Film- und Fernsehproduktionen. Im Jahr 2000 feierte er sein Debüt am Broadway in der Produktion Taller Than a Dwarf.
Groom ist als Schauspiellehrer am HB Studio in New York tätig, wo er früher bereits bei Uta Hagen Schauspielkurse belegt hatte.
Groom war zweimal verheiratet. Aus der ersten Ehe gingen drei Kinder hervor. In zweiter Ehe war er zwischen 1980 und 1982 mit der Schauspielerin Suzanne Rogers verheiratet.

## Filmografie (Auswahl)
- 1963: Act One
- 1964: Preston & Preston (The Defenders, Fernsehserie, Folge 3x33)
- 1966: Time Tunnel (The Time Tunnel, Fernsehserie, 5 Folgen)
- 1970: 100 Dollar mehr, wenn’s ein Junge wird (The Baby Maker)
- 1971–1975: Polizeiarzt Simon Lark (Dr. Simon Locke, Fernsehserie, 50 Folgen)
- 1972–1973: Rauchende Colts (Gunsmoke, Fernsehserie, 2 Folgen)
- 1975: Vermißt im Bermuda-Dreieck (Beyond the Bermuda Triangle, Fernsehfilm)
- 1976: Time Travelers (Fernsehfilm)
- 1976: Spencers Piloten (Spencer's Pilots, Fernsehserie, 2 Folgen)
- 1977: Die Sieben-Millionen-Dollar-Frau (The Bionic Woman, Fernsehserie, Folge 2x18 Opfer des Krieges)
- 1977: Juanitos großer Freund (Run for the Roses)
- 1978–1982: Quincy (Quincy, M.E., Fernsehserie, 3 Folgen)
- 1978, 1984: Love Boat (The Love Boat, Fernsehserie, 2 Folgen)
- 1979: Kaz & Co (Kaz, Fernsehserie, Folge 1x12)
- 1980: Der unglaubliche Hulk (The Incredible Hulk, Fernsehserie, Folge 4x03 Himmelsakrobaten)
- 1981: Am Ende des Weges (The Day the Loving Stopped, Fernsehfilm)
- 1982: Night Eyes (Deadly Eyes)
- 1983: Verfolgt bis in den Tod (Blood Feud, Fernsehfilm)
- 1983: Polizeirevier Hill Street (Hill Street Blues, Fernsehserie, 2 Folgen)
- 1984: Mike Hammer – Ein Mord ist nicht genug (More Than Murder, Fernsehfilm)
- 1985: Otherworld (Fernsehserie, 8 Folgen)
- 1985: Mord ist ihr Hobby (Murder, She Wrote, Fernsehserie, Folge 1x19 Mord mit Vorsatz)
- 1992–1999: Law & Order (Fernsehserie, 3 Folgen)
- 1995: New York Undercover (Fernsehserie, Folge 2x08 Die Babyhändler)
- 2004–2005: Liebe, Lüge, Leidenschaft (One Life to Live, Fernsehserie, mehrere Folgen)